# 卡馬雷戰役
卡馬雷戰役發生於1694年6月18日，為大同盟戰爭中的一場戰役，是英国-荷蘭聯軍在卡馬雷湾进行的一次两栖登陆，該行動是為了夺取法国布雷斯特港并摧毁驻扎在那里的法国舰队，最終駐紮在該地的法軍在塞巴斯蒂安·勒普雷斯特·德·沃邦（此戰為他唯一的战地指挥）的率領下擊敗了入侵者。